# 初恋 (ツルゲーネフ)

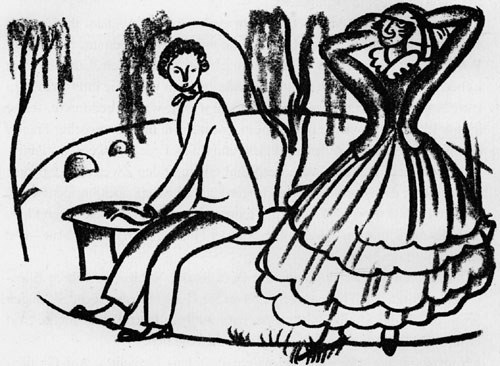

『初恋』（はつこい、ロシア語原題:Первая Любовь ピェールヴァヤ・リュボーフィ
）は、1860年に雑誌『読書文庫』に発表されたイワン・ツルゲーネフによる中編小説。半自伝的性格を持ち、作者が生涯で最も愛した小説と言われている。

## 概要
この作品は、40歳代となった主人公ウラジーミルが、自分の16歳の頃の初恋について回想し、友人たちに向けてノートに記した手記という形式となっている。
まだ若い主人公がコケティッシュなヒロインに弄ばれるなどの非道徳的な内容を詩的な美しい文章で描く。

## 登場人物
- ウラジーミル・ペトローヴィチ：主人公。回想の中では「わたし」として登場する。
- ジナイーダ・アレクサンドロウナ：ヒロイン。ウラジーミルの初恋の相手。ウラジーミルより5歳年上。
- ピョートル・ヴァシーリニチ：主人公の父。
- ザセーキナ公爵夫人：ジナイーダの母。
- ヴォニファーチ：ジナイーダの家の召使。
- ルージン／ルーシン[1]：崇拝者の一人。医者。
- マレイフスキー：崇拝者の一人。伯爵。
- マイダーノフ：崇拝者の一人。詩人。
- ベロヴゾーロフ：崇拝者の一人。軽騎隊。
- ニルマーツキー：崇拝者の一人。予備大尉。

## あらすじ
1833年夏。16歳の少年ウラジーミルは、モスクワ市内、ネスクヌーイ湖のほとりの別荘で両親とともに住んでいた。ある日の事、隣に引っ越してきた5歳年上の美しい女性、ジナイーダに主人公は淡い恋心を抱く。だが、ジナイーダはいわばコケットで、彼女に惚れる何人もの「崇拝者」達を自身の家に集めては、いいようにあしらって楽しむような女性だった。彼女の家に行ってそれを知る主人公。だがそれにより、むしろ恋心はつのるばかりだった。興奮から、その晩は眠れず、ぼんやりと窓から雷を眺めながらジナイーダのことを思う。自分は恋をしてるのだ――そう自覚する主人公だった。
主人公の懊悩がその日から始まる。ジナイーダへの想いが募る主人公だったが、一方のジナイーダはと言えば、主人公の気持ちに気づきながら、主人公を弄ぶだけだった。彼女にとっては主人公は彼女に群がる多くの男達の一人にすぎなかったのだ。「自分が見下さなければならないような男には興味が無いの。私が興味があるのは、むしろ自分を服従させる人だけ」そう言い切る彼女。
だが、そんな状況はある日を境に一転する。その日、明らかに様子がおかしいジナイーダを見て、主人公は直感したのだ。彼女は誰かと恋に落ちたのだと。主人公の本当の苦しみはここからだった。疑心暗鬼にさいなまれ、崇拝者達を見てはジナイーダの恋の相手ではないかと疑う主人公。一方のジナイーダも自身の恋に苦しむ。彼女の態度は、なぜか主人公に対してだけ特別だったし、よく急転した。ある瞬間には主人公を思いつめたような青ざめた顔で見つめ、突き放したかと思えば、次の瞬間には急にやさしくなった。別の瞬間には、これまで弄んだ事を突如謝まり、これからは恋人ではなく家族か何かのようにつきあいたいのだと言い出す。彼女の態度がよく理解できない主人公。だがなぜだか分からないが、ジナイーダにとって主人公と接するのがつらくてたまらない様子だった。そんな彼女の態度に、主人公は思いつめていく。
ある日、彼女の恋の相手の断片的な情報を掴んだ主人公は、その正体を知るべく、嵐の晩に彼女の家のそばの茂みで待ち伏せする。手にはナイフを忍ばせながら。そして件の男が通りかかる。だが、その男の姿を見て主人公は愕然とした。その男は…主人公の父だった。
それからしばらくして、主人公たちは、モスクワから引き越さねばならなくなった。崇拝者の一人が主人公の父親の不倫を触れ回ったため、世間体が悪くなったのだ。引っ越す直前、主人公はジナイーダに出くわす。「今まで苛めた事もあったけど、恨まないでね」。別れ際にそう声をかけるジナイーダ。それに答えて主人公は言った。「いいえ、ジナイーダ・アレクサンドロウナ。あなたがどんなに私をお苛めなさっても、どんなに苦しめなさっても、一生あなたを愛します、崇拝します」
こうして別の町へと引っ越した主人公だったが、ある日のこと、乗馬に出かけたはずの父がジナイーダと密会しているのを目撃してしまう。父のことを忘れられなかったジナイーダが、ここまで追いかけてきたのだった。彼女と何かを口論していた父は、明らかに苛立った感じだった。突然、父が手に持っていた乗馬用の鞭で彼女の手を打つ。そして彼女が何も言わず去っていく。この物陰から様子を見た主人公は思い知るのだった。これが恋なのだと、愛欲というものなのだと。鞭で打たれれば普通は怒り出すであろうに、それが恋をしてる身には平気なのだ。なのに自分は…自分は馬鹿だった…。
それからしばらくして、父が亡くなった。「女の愛を恐れよ。この幸福を、この毒を恐れよ…」。そう言い残して。亡くなる前、父は泣きながら母に懇願して、ジナイーダに一角の金を送って貰った。
数年後、主人公は「崇拝者」の一人と偶然再会し、ジナイーダの近況を知る。彼女はすでに誰かと結婚して、近くに来ているのだという。久しぶりに彼女に会いに行こうと思う主人公だったが、忙しい毎日を送るうちに、ついつい先延ばしにしてしまう。そして主人公がついに会いに行くと、ジナイーダが数日前に急死したのだと知る。刺すような痛みが主人公を襲う。少し早くくれば会えたはずなのに、永遠に会えなくなってしまったのだ。
ああ、青春よ、青春よ。お前の魅力は全てを成し得る所にあるのではなく、全てを成し得ると思わせる所にあるのか…。青春の日々に、自分は何を望み、何を期待しただろう。そして期待したものの、何が得られたというのだろう…。だが人生の斜陽にさしかかった今、あの日々の記憶以上のものが何かあっただろうか?
ジナイーダの死のすぐ後、抗し難い衝動に従って、同じアパートに住む貧しい老婆の死に立ち会った。「主よ、許してください」そう呟く彼女は、死の瞬間、苦しみからも恐怖からも開放されたようだった。それを見て、ジナイーダのためにも、父のためにも、そして自分自身のためにも祈りたくなるのだった。

## 半自伝的性質
本書はツルゲーネフ自身の体験をもとにした半自伝的なものである。ツルゲーネフの父は本書の主人公ウラジミールの父親と同様、美男子であり、年上の妻に対しては冷淡であり、浮気を繰り返した。また零落した地主であった父と資産家の母との結婚であり、作中同様、欲得ずくであったことが推測される。
作中で父が今わの際に残した言葉「女の愛を恐れよ。この幸福を、この毒を恐れよ…」はツルゲーネフの父が彼に何かの折に触れて語っていた言葉であった。ツルゲーネフが生涯独身を通した事も主人公のそれと符合する。

## 邦訳
- 生田春月 訳『ツルゲエネフ全集3 初恋』新潮社、1918年。
- 小野浩 訳『ツルゲーニエフ全集2 父と子・その前夜・初恋』冬夏社、1922年。
- 米川正夫 訳『世界文学全集21 父と子・処女地』新潮社、1927年。
  - 米川正夫 訳『初恋ひ』岩波書店〈岩波文庫〉、1933年。
  - 米川正夫 訳『初恋』岩波書店〈岩波文庫〉、1939年。ISBN 9784861108327。
- 原久一郎 訳『初恋・その前夜』三笠書房、1937年。
- 中村白葉 訳『初戀』青磁社、1948年。
- 神西清 訳『はつ恋』新潮社〈新潮文庫〉、1952年。ISBN 9784102018040。
- 小沼文彦 訳『初恋・片恋』角川書店〈角川文庫〉、1952年。
- 工藤精一郎 訳『世界の名作20 初恋・父と子』集英社〈集英社コンパクト・ブックス〉、1965年。
- 佐々木彰 訳『世界文学全集10 貴族の巣・父と子・猟人日記・初恋』講談社、1968年。
- 真木三三子 訳『世界青春文学館8 初恋・風車小屋だより・片意地娘』立風書房、1968年。
- 沼野恭子 訳『初恋』光文社〈光文社古典新訳文庫〉、2006年。ISBN 9784334751029。

## 映像作品
- 『あすなろ物語』（1955年） - 堀川弘通監督（原作は井上靖で久我美子が出る第3部は『初恋』の翻案）
- 『初恋（ファースト・ラブ）』（1970年） - マクシミリアン・シェル監督　ドミニク・サンダ主演
- 『LOVER'S PRAYER―はつ恋』（2000年） - リヴァージ・アンセルモ監督　キルスティン・ダンスト主演
- 『はつ恋』（1975年）　小谷承靖監督　仁科明子主演
- 『初恋 夏の記憶』（2009年） - 野伏翔監督　多岐川華子主演

### 翻案作品
- 『原宿初恋探偵社』（1987年9月7日、CX、19:30 - 20:54放送） - 渡辺千明原案、高野正雄演出

## 漫画版
- 「いちごの庭」（大島弓子、虫プロ商事、『野イバラ荘園』収録） 1972
- 『はつ恋』（岡元敦子、ユニコン出版、世界名作コミック3） 1976